# Queen Naija
Queen Naija (Ypsilanti, 1995. október 17. –) amerikai rhythm and blues énekesnő.

## Pályafutása
Queen Naija a 2016-ban akkori férjével, Christopher Sailsszel közös YouTube-csatornáján, a Queen and Chrisen keresztül vált ismertté. 2017-es különválásuk után létrehozta saját csatornáját, amely egy éven belül hárommillió feliratkozót szerzett. A pár régi csatornája volt férje személyes csatornájává alakult.
2014-ben úgy megpróbált betörni a zeneiparba, amikor a saját nevén jelentkezett az American Idol tehetségkutató tizenharmadik évadára. A meghallgatáson azonban kiesett.
2018-ban szerződést írt alá a Capitol Recordsszal, Debütáló kislemeze, a „Medicine” 2018. júniusában jelent meg, és a Billboard Hot 100-as listáján a 45. helyet érte el. Három héttel később megjelent második kislemeze, a „Karma”, amely a 63. helye került. A „Medicine” című kislemez dupla platinalemez lett az Egyesült Államokban, míg a következő kislemezek, a „Karma” és a „Butterflies” is platinalemez lett.
Július 27-én megjelent egy „Queen Naija” című EP, amely a Billboard 200-as listáján a 26. helyen volt. Később az Egyesült Államokban aranylemez lett. 2020. októberében adta ki debütáló albumát, a "Missunderstood"-ot, amely az amerikai slágerlistákon a 9. helyet érte el.

## Albumok
- 2018: Queen Naija (EP)
- 2020: Missunderstood
- 2023: After the Butterflies (remix)

## Filmek
- Queen Naija az IMDb-n